# Armin Bunde
Armin Bunde (* 4. Juli 1947) ist ein deutscher theoretischer Physiker.

## Leben
Bunde studierte Physik an der Universität Gießen und der Universität Stuttgart und promovierte 1974 bei Walter Biem. 1982 habilitierte er sich an der Universität Konstanz und war dann als Heisenberg-Stipendiat (von 1984 bis 1987) unter anderem in Boston und Tel Aviv. 1987 wurde er Professor an der Universität Hamburg. Seit 1993 ist er Professor an der Universität Gießen.
Bunde befasste sich mit Fraktalen, Perkolationstheorie, Polymerphysik, Zeitreihenanalyse, ungeordneten Systemen, Lokalisation, mesoskopischen Systemen und nanokristallinen Materialien, Quantenbillards und Ionengläsern. Dabei arbeitete er unter anderem eng mit Shlomo Havlin zusammen.
Mit Havlin und anderen analysierte er Temperaturschwankungen in der Atmosphäre und kritisierte damit 2002 gängige globale Klimamodelle, da sie das beobachtete Skalierungsverhalten (das ein Potenzgesetz und ein Beharrungsverhalten des Klimas zeigt) nicht reproduzieren. Er fand bei Untersuchung von Klimadaten Anzeichen für ein Persistenz-Verhalten in den Langzeitkorrelationen, beispielsweise in der Aufeinanderfolge extremer Ereignisse wie besonders hohe Nilhochwässer. Nachdem er zuvor eine skeptische Einstellung zu Vorhersagen der Erderwärmung hatte, änderte er 2006 seine Meinung. Mit Sabine Lennartz gab er 2009 obere und untere Grenzwerte für den anthropogenen Anteil an der Erderwärmung.
Gemeinsam mit Jürgen Caro, Gero Vogl und Jörg Kärger wurde Bunde 2019 für das Buch Diffusive Spreading in Nature, Technology und Society vom Fonds der Chemischen Industrie mit dessen Literaturpreis ausgezeichnet.

## Schriften
- mit Shlomo Havlin (Herausgeber): Fractals and Disorder. Springer, 1992, 2. Auflage 1996
- dieselben (Herausgeber): Fractals in Science. Springer, 1994, 2. Auflage 1995
- dieselben (Herausgeber): Percolation and Disordered Systems. Physica A, Bd. 266, 1998, Nr. 1–4
- mit Eduardo Roman: Gesetzmäßigkeiten der Unordnung. Physik in unserer Zeit Bd. 24, Heft 6, 2006 (Perkolationstheorie)
- mit Jürgen Kropp, Hans Joachim Schellnhuber (Hrsg.): The Science of disasters – climate disruptions, heart attacks and market crashes. Springer 2002 (darin Bunde, Havlin, Koscielny-Bunde, Schellnhuber Atmospheric Persistence Analysis: Novel approaches and applications, S. 171, aus einer Konferenz Schloss Rauischholzhausen 1999)
- mit K. Funke, M. Ingram (Hrsg.): Structure and Dynamics of Ionic Glasses. North Holland 1998
- Physik auf fraktalen Strukturen, Physikalische Blätter, Band 52, 1996, S. 127–132
- mit Jan Kantelhardt Statistische Physik: Langzeitkorrelationen in der Natur: Von Klima, Erbgut und Herzrhythmus: Die Fluktuationsanalyse erlaubt es, Klimamodelle zu testen oder Schlafphasen zu untersuchen, Physikalische Blätter, Band 57, 2001, S. 49–54, Online
- mit Jürgen Caro, Gero Vogl, Jörg Kärger (Hrsg.): Diffusive Spreading in Nature, Technology and Society, Springer, 2018, ISBN  978-3-319-67797-2